# Valdobbiadene
Valdobbiadene là một đô thị (comune) thuộc tỉnh Treviso, vùng Veneto, Ý. Đô thị này có diện tích 60,7 km2, dân số là 10.828 người (thời điểm 31 tháng 3 năm 2009). Nó được biết đến như là một vùng trồng nho nằm ngay dưới khu vực Anpơ-Dolomite, nổi tiếng là vùng có loại rượu vang trắng Prosecco ngon nhất.
Vào ngày 7 tháng 7 năm 2019, Những ngọn đồi rượu vang Prosecco của Conegliano-Valdobbiadene đã được UNESCO công nhận là Di sản thế giới.

## Quan hệ quốc tế
Valdobbiadene kết nghĩa với:
- Mór, Hungary